# GP2 belga nagydíj
A GP2 belga nagydíjat 2005-től rendezik meg, bár 2006-ban kimaradt a versenynaptárból.

## Időmérőedzés nyertesek
| Év   | Pálya             | Pilóta             | Csapat                  | Idő      |
| ---- | ----------------- | ------------------ | ----------------------- | -------- |
| 2005 | Spa-Francorchamps | Gianmaria Bruni    | Durango                 | 2.14:273 |
| 2007 | Spa-Francorchamps | Nicolas Lapierre   | DAMS                    | 1.56:885 |
| 2008 | Spa-Francorchamps | Bruno Senna        | iSport International    | 2.15:550 |
| 2009 | Spa-Francorchamps | Álvaro Parente     | Ocean Racing Technology | 1.54:970 |
| 2010 | Spa-Francorchamps | Michael Herck      | David Price Racing      | 2.15:661 |
| 2011 | Spa-Francorchamps | Christian Vietoris | Racing Engineering      | 2.18:345 |
| 2012 | Spa-Francorchamps | Rio Haryanto       | Carlin                  | 2.17:535 |
| 2013 | Spa-Francorchamps | Sam Bird           | Russian Time            | 1.56:957 |
| 2014 | Spa-Francorchamps | Stoffel Vandoorne  | ART Grand Prix          | 1.56:839 |
| 2015 | Spa-Francorchamps | Stoffel Vandoorne  | ART Grand Prix          | 1.56:278 |
| 2016 | Spa-Francorchamps | Antonio Giovinazzi | Prema Racing            | 1.56:607 |

## Nyertesek
| Év   | Főverseny nyertese   | Nyertes csapat          | Sprintverseny nyertese | Nyertes csapat       |
| ---- | -------------------- | ----------------------- | ---------------------- | -------------------- |
| 2005 | Nelson Angelo Piquet | Hitech/Piquet Racing    | Adam Carroll           | Super Nova Racing    |
| 2007 | Nicolas Lapierre     | DAMS                    | Karun Chandhok         | Durango              |
| 2008 | Romain Grosjean      | ART Grand Prix          | Pastor Maldonado       | Piquet Sports        |
| 2009 | Álvaro Parente       | Ocean Racing Technology | Giedo van der Garde    | iSport International |
| 2010 | Pastor Maldonado     | Rapax                   | Sergio Pérez           | Barwa Addax Team     |
| 2011 | Christian Vietoris   | Racing Engineering      | Luca Filippi           | Scuderia Coloni      |
| 2012 | Marcus Ericsson      | iSport International    | Josef Král             | Barwa Addax Team     |
| 2013 | Sam Bird             | Russian Time            | James Calado           | ART Grand Prix       |
| 2014 | Raffaele Marciello   | Racing Engineering      | Felipe Nasr            | Carlin               |
| 2015 | Stoffel Vandoorne    | ART Grand Prix          | Alexander Rossi        | Racing Engineering   |
| 2016 | Pierre Gasly         | Prema Racing            | Antonio Giovinazzi     | Prema Racing         |

## Debütáló pilóták

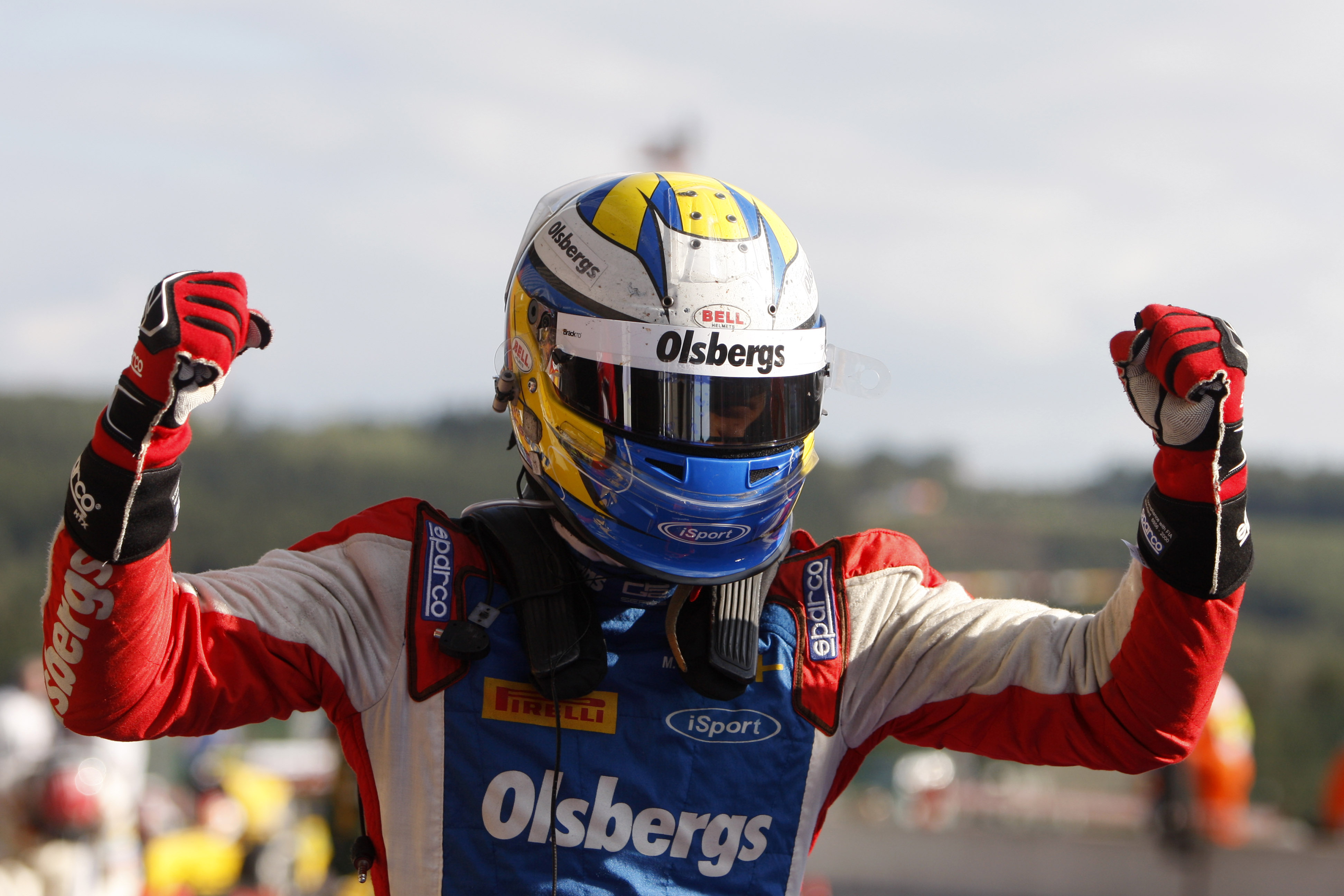
A 2012-es főverseny nyertese, a svéd Marcus Ericsson ünnepel

| Év   | Pilóta            | Csapat               |
| ---- | ----------------- | -------------------- |
| 2010 | Fabrizio Crestani | David Price Racing   |
| 2012 | René Binder       | Venezuela GP Lazarus |
| 2015 | Gustav Malja      | Trident              |